# 圣里厄尔
圣里厄尔（法語：Saint-Rieul，法語發音：[sɛ̃ ʁjœl]）是法国阿摩尔滨海省的一个市镇，位于该省中东部，属于圣布里厄区。

## 地理
圣里厄尔（48°26'32"N, 2°25'10"W）面积6.37 平方千米，位于法国布列塔尼大區阿摩尔滨海省，该省份为法国西北部沿海省份，位于布列塔尼半岛北部，北濒大西洋英吉利海峡，西接菲尼斯泰尔省，南至莫尔比昂省，东临伊勒-维莱讷省。
与圣里厄尔接壤的市镇（或旧市镇、城区）包括：努瓦亚勒、普莱代利亚克、普莱唐、朗巴勒阿摩尔。
圣里厄尔的时区为UTC+01:00、UTC+02:00（夏令时）。

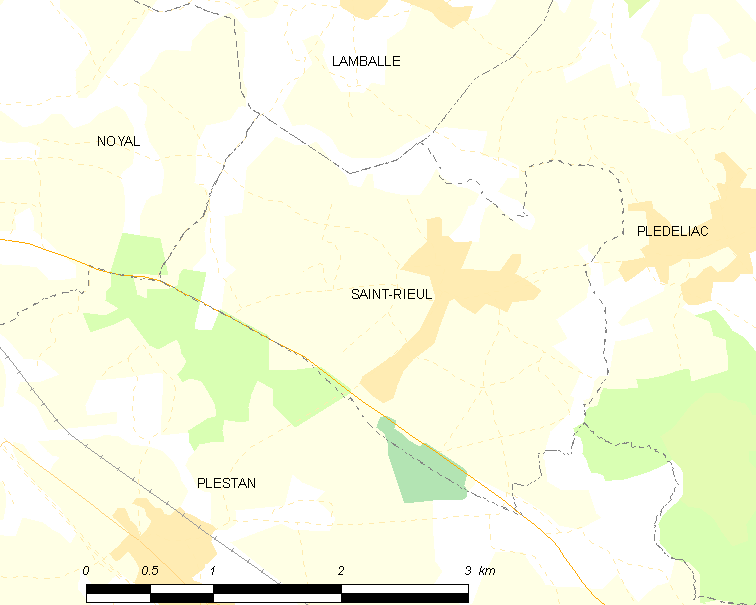
圣里厄尔的OSM定位图

## 行政
圣里厄尔的邮政编码为22270，INSEE市镇编码为22326。

## 政治
圣里厄尔所属的省级选区为朗巴勒阿摩尔县。

## 人口

1962-2008年间圣里厄尔人口变化图示

圣里厄尔于2022年1月1日时的人口数量为548人。